# Rantoul (Illinois)
Rantoul és una població dels Estats Units a l'estat d'Illinois. Segons el cens del 2007 tenia 12.402 habitants.

## Demografia
Segons el cens del 2000, Rantoul tenia 12.918 habitants, 5.330 habitatges, i 3.368 famílies. La densitat de població era de 685,7 habitants/km².
Dels 5.330 habitatges en un 33,7% hi vivien nens de menys de 18 anys, en un 43,9% hi vivien parelles casades, en un 15% dones solteres, i en un 36,8% no eren unitats familiars. En el 30,8% dels habitatges hi vivien persones soles el 10,2% de les quals corresponia a persones de 65 anys o més que vivien soles. El nombre mitjà de persones vivint en cada habitatge era de 2,41 i el nombre mitjà de persones que vivien en cada família era de 3,02.
Per edats la població es repartia de la següent manera: un 28,6% tenia menys de 18 anys, un 9,5% entre 18 i 24, un 32,2% entre 25 i 44, un 18,2% de 45 a 60 i un 11,4% 65 anys o més.
L'edat mediana era de 32 anys. Per cada 100 dones de 18 o més anys hi havia 86,7 homes.
La renda mediana per habitatge era de 36.904 $ i la renda mediana per família de 43.543 $. Els homes tenien una renda mediana de 32.440 $ mentre que les dones 22.382 $. La renda per capita de la població era de 17.948 $. Aproximadament el 8,5% de les famílies i el 10,7% de la població estaven per davall del llindar de pobresa.

## Poblacions properes
El següent diagrama mostra les poblacions més properes.